# 西尔萨
西尔萨（Sirsa），是印度哈里亚纳邦Sirsa县的一个城镇。总人口160129（2001年）。

## 人口
该地2001年总人口160129人，其中男性85802人，女性74327人；0—6岁人口21269人，其中男11760人，女9509人；识字率67.86%，其中男性为72.85%，女性为62.09%。